# East Ithaca
East Ithaca est une census-designated place du comté de Tompkins, dans l'État de New York, aux États-Unis,. En 2020, elle compte une population de 3 175 habitants.